# José de Faria Tavares
José de Faria Tavares (atual Córrego Danta, 10 de novembro de 1914 - 6 de dezembro de 1995) foi um advogado e político brasileiro do estado de Minas Gerais.
Em 1938, José Faria Tavares formou-se em Direito pela Universidade de Minas Gerais. Advogou em Patrocínio e foi delegado secional do Recenseamento de 1940.
Iniciou-se na política em 1945, com atuação destacada na campanha pela Redemocratização do País. Foi eleito deputado estadual em Minas Gerais pela UDN para a 1ª Legislatura (1947 a 1951). Foi relator da comissão responsável pela elaboração do Regimento Interno da Assembléia.
Exerceu também outros cargos públicos, tais como: Secretário de Segurança Pública,Diretor da CEMIG e Secretário da Educação de Minas Gerais.
Foi Senador da República por Minas Gerais, no período de 1964 a 1967
.